# 메드제자유꼬리박쥐
메드제자유꼬리박쥐(Mops congicus)는 큰귀박쥐과에 속하는 박쥐의 일종이다. 카메룬과 콩고민주공화국, 우간다에서 발견된다. 자연 서식지는 아열대 또는 열대 기후 지역의 건조림과 습윤 저지대 숲이다. 서식지 감소로 위협을 받고 있다.

## 특징
보통 크기의 박쥐로 전체 몸길이가 130~152mm이고 전완장이 54~58mm, 꼬리 길이가 39~58mm이다. 발 길이는 13~17mm, 귀 길이는 21~28mm이고 몸무게는 최대 64g이다. 털이 짧고 목덜미에 적당히 퍼져 있으며 엉덩이 부분에는 털이 없다. 등 쪽 털은 짙은 갈색부터 검은색까지 다양하지만 배 쪽은 회색과 갈색 또는 불그스레한 색이 섞여 있다.

## 생태
나무 구멍 속에 최대 13마리까지 무리를 지어 은신한다. 해가 지기 전에 포식 활동을 시작한다. 계절적인 이동을 한다. 먹이는 곤충이다. 3월과 9월에 새끼를 밴 암컷이 관찰된다. 일 년에 두 번 한 마리의 새끼를 낳는다.

## 분포 및 서식지
카메룬 남부와 콩고 민주 공화국 북부, 우간다 서부 지역에 널리 분포한다. 저지대 열대우림과 해안가 숲, 사바나 혼합림에서 서식한다.